# Le miroir se brisa (téléfilm, 2010)
Pour les articles homonymes, voir Le miroir se brisa (homonymie).
Le miroir se brisa (The Mirror Crack'd from Side to Side) est un téléfilm de la deuxième série télévisée britannique Miss Marple, réalisé en 2010 par Tom Shankland, sur un scénario de Kevin Elyot, d'après le roman Le miroir se brisa d'Agatha Christie.
Ce téléfilm, qui constitue le 20e épisode de la série (4e épisode de la 5e saison), a été diffusé pour la première fois en Norvège le 28 février 2010, aux États-Unis le 23 mai 2010, et au Royaume-Uni le 2 janvier 2011 sur le réseau d'ITV.

## Résumé
Le petit village de St. Mary Mead est en ébullition lorsque le fringant réalisateur Jason Rudd vient y tourner son nouveau film, avec en vedette sa propre épouse, la star vieillissante Marina Gregg (Lindsay Duncan). Ayant acheté la superbe propriété de Dolly Bantry (Joanna Lumley), une amie de Miss Marple (Julia McKenzie), pour s'y installer durant le tournage, le couple convie tous les habitants du village à une réception. Mais les festivités tournent au drame quand une admiratrice de Marina meurt empoisonnée, peu après avoir parlé à son idole. Apparemment, elle aurait bu un cocktail destiné à la star.
Immobilisée par une entorse, Miss Marple va se faire seconder par son amie Dolly pour mener l'enquête et découvrir le coupable.

## Fiche technique
- Titre français : Le miroir se brisa
- Titre original The Mirror Crack'd from Side to Side
- Réalisation : Tom Shankland
- Scénario : Kevin Elyot, d'après le roman Le miroir se brisa (1962) d'Agatha Christie
- Décors : Jeff Tessler
- Costumes : Sheena Napier
- Photographie : Cinders Forshaw
- Montage : Matthew Tabern
- Musique : Dominik Scherrer
- Casting : Susie Parriss
- Production : Karen Thrussell
- Production déléguée : Michele Buck et Damien Timmer
- Sociétés de production : Chorion Limited et ITV Studios
- Durée : 93 minutes
- Pays d'origine :  Royaume-Uni
- Langue originale : Anglais
- Genre : Policier
- Ordre dans la série : 20e épisode (4e épisode de la saison 5)
- Première diffusion[1] :
  -  Norvège : 28 février 2010
  -  États-Unis : 23 mai 2010
  -  Royaume-Uni : 2 janvier 2011, sur le réseau d'ITV
  -  Italie : 22 août 2011
  -  Japon : 29 mars 2012

## Distribution
- Julia McKenzie (VF : Régine Blaess) : Miss Jane Marple
- Joanna Lumley (VF : Frédérique Tirmont) : Dolly Bantry
- Lindsay Duncan : Marina Gregg
- Nigel Harman : Jason Rudd
- Gene Goodman : Louis Charles
- Isabella Parriss : Marie Thérèse
- Victoria Smurfit : Ella Blunt
- Brennan Brown : Hailey Preston
- Caroline Quentin : Heather Badcock
- Martin Jarvis (VF : Patrick Poivey) : Vincent Hogg
- Hannah Waddingham : Lola Brewster
- Olivia Darnley : Cherry Baker
- Michele Dotrice : Mrs. Hubbard
- Charlotte Riley : Margot Bence
- Lois Jones : Primrose Dixon
- Neil Stuke : le Dr Haydock
- Hugh Bonneville : l'inspecteur Hewitt
- Samuel Barnett : le sergent Tiddler
- Will Young : Casey Croft
- Anna Andresen : Maisie Cooper
- Jonny Coyne : l'officier français
- Don Gallagher : l'homme en livrée

## Commentaires
- L'actrice britannique Joanna Lumley, qui s’est auparavant illustrée dans les rôles de l'intrépide "Purdey" et de la déjantée "Patsy Stone" (respectivement dans les séries Chapeau melon et bottes de cuir dans les années 1970 et Absolutely Fabulous dans les années 1990-2000), retrouve ici son personnage de "Dolly Bantry" ; rôle qu'elle avait déjà interprétée dans l'épisode Un cadavre dans la bibliothèque de la série Miss Marple en 2004.
- Le tableau que fixe étrangement Marina Gregg dans l'épisode est la Vierge à l'Enfant (Madonna col Bambino) de Giovanni Bellini, datée de 1510 et conservée à la Galerie Borghèse, à Rome.